# 小行星3552
小行星3552（唐吉訶德星，英文：3552 Don Quixote）是一顆小的主帶小行星、阿莫爾型小行星、火星軌道穿越小行星、潛在威脅天體的小行星。它有著像彗星軌道的高傾角和大約19公里的直徑，它的自轉週期為7.7小時。它是保罗·维尔特在1983年發現的，並且以西班牙作家米格尔·德·塞万提斯的小說唐吉訶德（1605年）的同名主人公命名。
唐吉訶德被懷疑是一顆熄火彗星。唐吉訶德經常受到木星的攝動。

## 外部連結
- Orbital simulation from JPL (Java) / Ephemeris （页面存档备份，存于）